# Journal of Contemporary History
Journal of Contemporary History ist eine wissenschaftliche Fachzeitschrift, die der Zeitgeschichte von 1930 bis zur Gegenwart gewidmet ist. 
Sie wurde 1966 von den amerikanischen Historikern deutsch-jüdischer Herkunft Walter Laqueur und George L. Mosse begründet. Heute erscheint sie vierteljährlich bei SAGE Publications, herausgegeben von Richard J. Evans (University of Cambridge) und Mary Neuburger (University of Texas). Neben Aufsätzen von Historikern zu sozialgeschichtlichen, politischen, wirtschafts- und kulturhistorischen Themen des 20. Jahrhunderts beinhaltet die Zeitschrift Rezensionen aktueller Buchveröffentlichungen zur Zeitgeschichte.